# Korle Klottey Municipal District
Der Distrikt Korle Klottey Municipal District ist einer von 29 Distrikten der Greater Accra Region in Ghana. Er hat eine Größe von 11,89 km² und 68.633 Einwohner (2021). 

## Geschichte
Ursprünglich war er der Distrikt Teil des damals größeren Accra Metropolitan District, bis ein kleiner Teil des Distrikts am 19. Februar 2019 abgespalten wurde, um den Korle-Klottey Municipal District zu gründen. Der Bezirk liegt im zentralen Teil der Greater Accra Region und hat Osu als Hauptstadt.

## Einwohnerentwicklung
Die folgende Übersicht zeigt die Einwohnerzahlen nach dem jeweiligen Gebietsstand.
| Jahr | Einwohner |
| ---- | --------- |
| 2010 | 121.723   |
| 2021 | 68.633    |